# Anna Iriyama
Anna Iriyama (入山 杏奈, Iriyama Anna, Chiba, 3 de dezembro de 1995), é uma ídol japonesa.

## Biografia
Em julho de 2011 estreou como membro do Team A do grupo AKB48. Juntamente com Rina Kawaei e Rena Katō, ela também estreou como membro da subunidade Anrire, que em 17 de outubro de 2012 lançou um single intitulado "Ikujinashi Masquerade".
Em 2018 foi selecionada pelo produtor mexicano Pedro Damián para integrar a novela mexicana, Like (telenovela) , onde foi uma das protagonistas e ingressou na banda homônima, criada pela novela. 

## Filmografia

### Filmes
| Ano  | Título     | Papel          |
| ---- | ---------- | -------------- |
| 2014 | Ao Oni     | Anna           |
| 2018 | Ai Ai Gasa | Maiko Matsuoka |

### Televisão
| Ano  | Título                               | Papel           | Notas          |
| ---- | ------------------------------------ | --------------- | -------------- |
| 2011 | Majisuka Gakuen 2                    | Anna            |                |
| 2012 | Majisuka Gakuen 3                    | Annin           |                |
| 2015 | Majisuka Gakuen 4                    | Yoga            |                |
| 2015 | Majisuka Gakuen 5                    | Yoga            |                |
| 2015 | AKB Horror Night: Adrenaline's Night | Tomomi          | Ep. 11         |
| 2015 | Siren                                | Rena Ichinose   |                |
| 2016 | AKB Love Night: Love Factory         | Takane          | Ep. 3          |
| 2016 | Crow's Blood                         | Aoi Nojiri      |                |
| 2016 | Kyabasuka Gakuen                     | Yoga            | Ep. 8–10       |
| 2017 | Kinkyu Torishirabeshitsu             | Não mencionado  | Temp. 2, Ep. 5 |
| 2017 | Teinen joshi                         | Não mencionado  | Temp.1, Ep.1   |
| 2018 | Fuhatsudan                           | Mutsumi Koga    |                |
| 2018 | Like, La Leyenda                     | Keiko Kobayashi |                |

## Ligações Externas
- Perfil Oficial no AKB48
- Perfil Oficial no Ohta Prodution
- Anna Iriyama no X
- Anna Iriyama no Instagram